# Волков Іван Єгорович
Іван Єгорович Волков (нар. 12 квітня 1937) — радянський український футболіст та тренер, виступав на позиції захисника та півзахисника.

## Кар'єра гравця
Вихованець сталінського «Авангарду». Дорослу футбольну кар'єру розпочав 1959 року в дублі сталінського «Шахтаря», у футболці якого зіграв 21 матч (1 гол). Наступний сезон розпочав в іншому сталінському колективі, «Локомотиві», за який провів 16 матчів у Класі «Б». По ходу вище вказаного сезону перебрався до «Авангарда». У жовтоводсбкому клубі провів 8 неповних сезонів у другом та третьому за силою дивізіонах чемпіонату СРСР. Завершив футбольну кар'єру 1967 року.

## Кар'єра тренера
По завершенні кар'єри гравця розпочав тренерську діяльність. У 1968 році допомагав тренувати балаковський «Хімік». З 1970 по липень 1972 року працював у тренерському штабі ждановського «Металурга». З липня 1972 по жовтень 1973 року — головний тренер «приазовців». Про подальшу тренерську роботу дані відсутні.